# Jamaicavireo
Jamaicavireo (Vireo modestus) är en fågel i familjen vireor inom ordningen tättingar.

## Utbredning och systematik
Fågeln förekommer både i låglänta områden och berg på Jamaica. Den behandlas som monotypisk, det vill säga att den inte delas in i några underarter.

## Status
Fågeln har ett litet utbredningsområde, men beståndet anses vara stabilt. IUCN kategoriserar arten som livskraftig.